# Gabi Martins
Gabriela Piedade Martins (Belo Horizonte, 12 de dezembro de 1996), mais conhecida como Gabi Martins, é uma cantora e compositora brasileira. Foi participante da vigésima temporada do Big Brother Brasil em 2020.

## Biografia
Gabi iniciou sua paixão na música desde cedo, por influência do seu pai, sua irmã e sua mãe, que a matriculou em aulas de canto. Aos 16, já estava tocando em barzinhos e boates, e assim decidiu deixar a faculdade de odontologia que cursava para seguir carreira na música. Em 2013, criou um canal no Youtube e passou a publicar covers de músicas dos cantores Luan Santana, Wesley Safadão, Lucas Lucco e Gusttavo Lima, o que fez ela ganhar visibilidade na internet. Em abril de 2018, gravou em São Paulo o seu primeiro DVD auto-intitulado, que foi lançado no dia 14 de setembro de 2018. Seu maior single de sucesso é a canção "Neném", que tocou em estações de rádio por todo o país e alcançou a 9° posição no Top 100 Brasil por onze semanas. Ela promoveu a canção nos programas de TV Programa da Sabrina, The Noite com Danilo Gentili, Programa Raul Gil, SóTocaTop (como a "Aposta Artista" da semana) e Hora do Faro. Em 2020, participou da vigésima temporada do Big Brother Brasil, como uma das convidadas do Grupo Camarote. Foi a décima primeira eliminada do programa com 59,61% dos votos, após disputar o paredão contra Babu Santana e Thelma Assis.  Após sua saída no reality, sua canção "Neném" estreou no TOP 50 das músicas mais tocadas do Spotify no Brasil. Atualmente, sua carreira é agenciada pela agência Brasilera Digital. 

## Vida pessoal
Em 2018, se relacionou com o cantor Henrique, da dupla Henrique & Juliano. Em 2020, durante seu confinamento no Big Brother Brasil 20, teve um relacionamento com o modelo Guilherme Napolitano. Ainda em 2020, revelou estar "conhecendo melhor" Danilo Gentili após sua participação em seu programa. Namorou o cantor e compositor Tierry.

## Discografia

### Álbuns ao vivo
| Álbum        | Detalhes |
| ------------ | --- |
| Gabi Martins | - Lançamento: 14 de setembro de 2018 - Formatos: DVD, download digital, streaming - Gravadora: Independente |

### Singles

#### Como artista principal
| "O Melhor de Mim"                                                               | 2015 | — | Não adicionado a nenhum álbum |
| "Menina de 18"                                                                  | 2016 | — | Não adicionado a nenhum álbum |
| "Turbulência" (part. Nego do Borel)                                             | 2017 | — | Não adicionado a nenhum álbum |
| "Neném"                                                                         | 2018 | 9 | Gabi Martins                  |
| "Ninguém Entende a Gente"                                                       | 2018 | — | Gabi Martins                  |
| "Oh Miga"                                                                       | 2018 | — | Gabi Martins                  |
| "Alguém"                                                                        | 2018 | — | Gabi Martins                  |
| "Último Fiel"                                                                   | 2018 | — | Gabi Martins                  |
| "Beijo Compatível"                                                              | 2018 | — | Gabi Martins                  |
| "Gritou Te Amo"                                                                 | 2018 | — | Gabi Martins                  |
| "Vestido Branco"                                                                | 2018 | — | Gabi Martins                  |
| "Deixa a Briga Lá Fora"                                                         | 2018 | — | Gabi Martins                  |
| "Bala e Canhão"                                                                 | 2018 | — | Gabi Martins                  |
| "Coração Ansioso"                                                               | 2020 | — | Não adicionado a nenhum álbum |
| "Bora"                                                                          | 2020 | — | Não adicionado a nenhum álbum |
| "Raiz ou Nutella"                                                               | 2020 | — | Não adicionado a nenhum álbum |
| "Coladinho" (part. Junior Villa)                                                | 2020 | — | Não adicionado a nenhum álbum |
| "Covardia"                                                                      | 2020 | — | Não adicionado a nenhum álbum |
| "Prints" (part. Tierry)                                                         | 2020 | — | Não adicionado a nenhum álbum |
| "André"                                                                         | 2021 | — | Não adicionado a nenhum álbum |
| "Cancela"                                                                       | 2021 | — | Não adicionado a nenhum álbum |
| "Irresponsável" (part. Matheus & Kauan)                                         | 2021 | — | Não adicionado a nenhum álbum |
| "Parede Branca"                                                                 | 2021 | — | Chama no Piseiro              |
| "Quero Você do Jeito que Quiser"                                                | 2021 | — | Chama no Piseiro              |
| "Ficha Limpa"                                                                   | 2021 | — | Chama no Piseiro              |
| "Joga o Laço" (part. João Gomes)                                                | 2021 | — | Chama no Piseiro              |
| "Story Mentiroso" (part. Mari Fernandez)                                        | 2021 | — | Chama no Piseiro              |
| "I Love You"                                                                    | 2021 | — | Fatos Reais                   |
| "Vou Expor"                                                                     | 2021 | — | Fatos Reais                   |
| "Gota D'Água"                                                                   | 2021 | — | Fatos Reais                   |
| "Vou Dar Pra Outro"                                                             | 2021 | — | Não adicionado a nenhum álbum |
| "Terminamos" (part. Ferrugem)                                                   | 2021 | — | Não adicionado a nenhum álbum |
| "Soldado Abatido" (part. Tierry)                                                | 2022 | — | Não adicionado a nenhum álbum |
| "Coração Álcool em Gel" (part. Israel & Rodolffo)                               | 2022 | — | Não adicionado a nenhum álbum |
| "Respeita a Amante"                                                             | 2022 | — | Chama no Piseiro 2            |
| "Página de Amigos"                                                              | 2022 | — | Chama no Piseiro 2            |
| "Graveto"                                                                       | 2022 | — | Chama no Piseiro 2            |
| "Recaidinha" (part. Marcynho Sensação)                                          | 2022 | — | Não adicionado a nenhum álbum |
| "Vou Te Dar Trabalho" (part. MC Danny)                                          | 2022 | — | Não adicionado a nenhum álbum |
| "—" denota singles que não entraram nas paradas musicais ou não foram lançados. |      |   |                               |

#### Como artista convidada
| "O Troco" (Lucas Led part. Gabi Martins)                                        | 2017 | — | Não adicionado a nenhum álbum |
| "Amor Sem Fim" (Rafael Almeida part. Gabi Martins)                              | 2018 | — | Não adicionado a nenhum álbum |
| "5 Brigas" (Igor Galdino part. Gabi Martins)                                    | 2018 | — | Não adicionado a nenhum álbum |
| "Bloqueia e Desbloqueia" (Avine Vinny part. Gabi Martins)                       | 2019 | — | Naturalmente                  |
| "Beijo Roubado" (Saia Rodada part. Gabi Martins)                                | 2021 | — | Som no Talo                   |
| "Atrasados" (Pedro & Benício part. Gabi Martins)                                | 2021 | — | Não adicionado a nenhum álbum |
| "Te Bloquear" (Márcia Fellipe part. Gabi Martins)                               | 2021 | — | Power (Deluxe)                |
| "Quem Jura Mente" (Brisa Star part. Gabi Martins)                               | 2022 | — | Não adicionado a nenhum álbum |
| "Carinha de Malvada" (DJ Mário Pires part. Gabi Martins)                        | 2022 | — | Não adicionado a nenhum álbum |
| "Tu Gosta do Meu Toma Toma" (Babado Novo part. Gabi Martins e MC Danny)         | 2022 | — | Não adicionado a nenhum álbum |
| "Onda do Amor" (Ara Ketu part. Gabi Martins)                                    | 2022 | — | Não adicionado a nenhum álbum |
| "—" denota singles que não entraram nas paradas musicais ou não foram lançados. |      |   |                               |

## Filmografia

### Televisão
| Ano  | Título             | Função                   | Notas            |
| ---- | ------------------ | ------------------------ | ---------------- |
| 2020 | Big Brother Brasil | Participante (10º lugar) | Temporada 20     |
| 2020 | Domingo Legal      | Participante             | Passa ou Repassa |

## Prêmios e indicações
| Ano  | Prêmio                  | Categoria    | Resultado | Ref.   |
| ---- | ----------------------- | ------------ | --------- | ------ |
| 2020 | Prêmio Jovem Brasileiro | Melhor Shipp | Indicado  | [ 44 ] |